# Imadateiella saucrosi
Imadateiella saucrosi är en urinsektsart som beskrevs av Yin 1980. Imadateiella saucrosi ingår i släktet Imadateiella och familjen lönntrevfotingar. Inga underarter finns listade i Catalogue of Life.